# 樊爱能
樊愛能（？—954年），後周軍事人物。
樊愛能曾參與高平之戰，與何徽望賊而遁，造成東廂騎軍大亂，大軍投降。戰後，周世宗將樊愛能、何徽等七十名將校斬首，以正軍法。